# Vilasina seminuda
Vilasina seminuda is een tweekleppigensoort uit de familie van de Mytilidae. De wetenschappelijke naam van de soort is voor het eerst geldig gepubliceerd in 1897 door Dall.